# التوبوسو
التوبوسو (بالإسبانية: El Toboso) هي مدينة وبلدية تقع في مقاطعة طليطلة بوسط إسبانيا. وفقا لبيانات المعهد الوطني للإحصاء عام 2012، فإن عدد سكان التوبوسو يبلغ حوالي 2140 نسمة. ويستند اقتصاد المدينة على إنتاج النبيذ والماشية والأغنام.
اشتهرت بلدة التوبوسو بظهورها في سرد رواية دون كيخوتي للكاتب الإسباني ميجيل دي ثيربانتس، حيث أن البلدة كانت بمثابة المكان الذي ارتبط فيها حب دون كيخوتي بجارته السيدة دولثينيا من بلدية التوبوسو، وأطلق عليها دولثينيا ديل التوبوسو. وفي عام 1965، قدم المخرج الألماني كارلو ريم معالجة تلفزيونية لرواية دون كيخوتي من جزئين؛ الأول يحمل اسم دون كيخوتي والثاني دولثينيا ديل التوبوسو، إلا أنهم لم يظهروا على شاشة السينما. كان الإصدار بالأساس مسلسلًا تلفزيونيًا مقسم إلى ثلاثة عشرة فصلًا مدة كل منهما ثلاثون دقيقة. وجاء تقسيم العمل إلى جزئين بمثابة نوع من الاستغلال التجاري. ويظهر أيضًا اسم البلدة في رواية المونسنيور كيخوتي عام 1982 لغراهام غرين. كما تشتهر البلدة بمتحفها متحف التوبوسو الذي يضم الأعمال الأدبية للبلدة ومن أهمها مطبوعات دون كيخوتي والمواد الأثرية للبلدة.

## المعالم السياحية الرئيسية

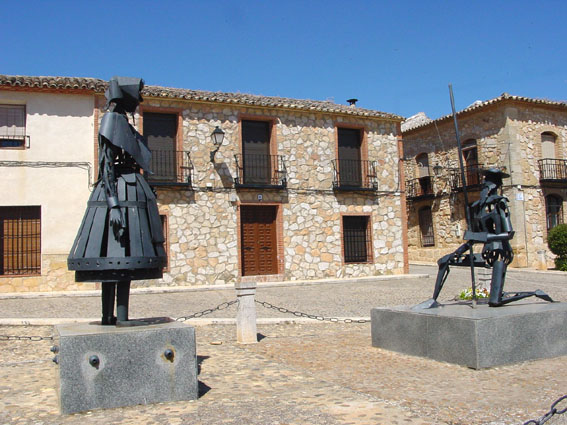
تمثالي دون كيخوتي ودولثينيا في التوبوسو.

- الكنيسة الكاثوليكية في سان أنطونيو آباد، التي بنيت في القرن الخامس عشر.
- دير ذكرى الثالوثيين، القرن السابع عشر.
- المتحف الثيربانتيني.
- متحف دولثينيا.[7]
- بحيرة لا نافا.